# Marc Beckers
Marc Beckers (* 19. Oktober 1973 in Mönchengladbach) ist ein ehemaliger deutscher Fußballspieler.

## Karriere
Am 5. November 1993 gab Beckers sein Profidebüt in der Fußball-Bundesliga, als er für Borussia Mönchengladbach gegen den Hamburger SV auflief. Bei der Borussia kam er auf einen weiteren Einsatz in der Bundesliga. Zur Saison 1995/96 wechselte er zu Fortuna Düsseldorf, wo er die beiden nächsten Jahre zunächst für die zweite Mannschaft in der Oberliga Nordrhein auflief. Ab der Saison 1997/98 spielte er mit der ersten Mannschaft der Fortuna in der 2. Bundesliga. 1999 wechselte Beckers für ein Jahr nach Griechenland zu Aris Thessaloniki, für die er 36 Ligaspiele bestritt.
Beckers beendete seine Karriere 2000 aufgrund einer Knieverletzung. Er arbeitet inzwischen als Sportphysiotherapeut (DOSB) und Athletiktrainer.